# Ermengarda di Narbona
Ermengarda di Narbona, in occitano Ainerma(r)da de Nerbona o Ermengarda de Narbona o Naimermada de Narbona, detta anche Ermeniarda o  Nesmengarda o Na Esmeniartz (1127/1129 – Perpignano, 14 ottobre 1197), è stata una viscontessa di Narbona dal 1134 al 1192 e un'importante figura politica dell'Occitania nella seconda metà del XII secolo.
Ermengarda è altrettanto nota per essere stata una trobairitz e mecenate di trovatori, tra i quali Peire Rogier, Giraut de Bornelh, Peire d'Alvergne, Pons d'Ortafas, Salh d'Escola e Azalaïs de Porcairagues.

## Origine
Ermengarda, secondo la Gran enciclopèdia catalana, era figlia del Visconte di Narbona, Aimerico II, e della prima moglie, Ermengarda, che secondo il documento n° CLIV de la Histoire générale de Languedoc: avec des notes et les pièces, Volume 4, era parente dei visconti Di Beziers.

Aimerico II di Narbona, secondo la Gran enciclopèdia catalana, era figlio del Visconte di Narbona, Aimerico I, e della moglie Matilde di Puglia, in Catalogna chiamata Mafalda (Mahalta), che, secondo il cronista attivo in Italia in epoca normanna, a cavallo tra la fine del secolo XI e l'inizio del secolo XII, Guglielmo di Puglia, nel suo Gesta Roberti Wiscardi era la figlia primogenita del duca di Puglia e Calabria e conte di Sicilia, Roberto il Guiscardo (anche l'Ex Gestis Comitum Barcinonensium ci conferma che era figlia del Guiscardo) e della principessa longobarda, Sichelgaita di Salerno.

## Biografia

### Infanzia e adolescenza
Suo padre, Aimerico II fu al seguito del re di Aragona, re di Pamplona e conte di Sobrarbe e Ribagorza, Alfonso il Battagliero, che assediò ed occupò, nel 1133, Mequinenza, vicino a Lerida, e dopo si spostò a nord, assediando Fraga, secondo la Crónica de San Juan de la Peña, con 300 cavalieri soltanto, tra cui García IV Ramírez, futuro re di Navarra, ma il 17 luglio del 1134 fu sconfitto dagli assediati che avevano ricevuto aiuto da un grosso contingente, inviato dal re di Cordoba.

Aimerico morì durante la Battaglia di Fraga, come viene riportato nella Chronica Adefonsi imperatoris I, lasciando due figlie:  Ermengarda e la sorellastra più piccola, Ermessinda (figlia avuta con la sua seconda moglie, anche costei con lo stesso nome della madre). Almerico II, come risulta da numerosi documenti dell'epoca, aveva almeno un figlio, anche costui chiamato Almerico, morto prima di lui (ca. 1130).

Ermengarda, dunque, a cinque anni o poco più ereditò la viscontea di Narbona, che, occupando un posto strategico nella politica della Linguadoca, farà gola a diversi pretendenti: i conti di Tolosa, i conti di Barcellona, i Trencavel visconti di Carcassona e i signori di Montpellier.
Alfonso I di Tolosa, rivendicò per sé i diritti alla reggenza di Narbona durante la minorità di Ermengarda, invadendo la viscontea nel 1139, sostenuto in questo dall'arcivescovo Arnaud de Lévezou. Come attestato in un documento, nello stesso anno, Ermengarda si trova Vallespir nel territorio di suo cugino Raimondo Berengario IV, conte di Barcellona, presso il quale deve aver trovato rifugio di fronte alla minaccia proveniente da Tolosa.
Un "frammento di una cronaca ebraica" redatta verso l'anno 1160 attesta che nel 1142, Alfonso, la cui moglie Faydid di Uzes era morta di recente o forse era stata ripudiata, cerca di sposare l'allora adolescente Ermengarda. Di fronte a questa prospettiva, che avrebbe capovolto l'equilibrio di potere nella regione con l'aggiunta di Narbona sotto il diretto controllo di Tolosa, si viene a formare una coalizione di signori occitani condotta da Ruggero II di Béziers, visconte di Carcassona, Béziers, Albi e Razès. Nel 1143 Ermengarda sposa Bernardo di Anduze, vassallo di Ruggero II. Alfonso, sconfitto dalla coalizione e fatto prigioniero, è costretto prima di essere liberato a fare pace con Narbona restaurando Ermengarda e il suo nuovo marito nella viscontea.

Secondo le Mémoire de l'histoire du Languedoc, par Me Guillaume de Catel esistono due documenti, non datati, che attestano che Ermengarda si sposò due volte, la prima volta con il conte Alfonso, senza precisare gli ascendenti, ed in seconde nozze con Bernardo d’Anduze, figlio di un d’Anduze e della moglie, Sibilla.

Ancora secondo la Gran enciclopèdia catalana, Ermengarda , nel 1143, rientrò in possesso della viscontea, che governò col suo secondo marito, Bernardo, che la lasciò vedova verso il 1150; il documento n° CXLVI de la Histoire générale de Languedoc: avec des notes et les pièces, Volume 4, datato luglio 1151, che attesta un accordo con Bernardo Trencavel, cita solo Ermengarda (Hermengardis vicecomitissæ Narbonæ) e non cita il marito.

### Attività politica
Nel 1166 secondo la Gran enciclopèdia catalana, Ermengarda fece un accordo commerciale con Genova, e, nel 1173 con Pisa.

In quel periodo, Ermengarda aveva associato al governo della viscontea il nipote, Aimerico Manrique de Lara († 1177), figlio primogenito della sorellastra Ermessinda e del primo signore di Molina de Aragón, Manrique Pérez de Lara; infatti nel documento n° CCXIX de la Histoire générale de Languedoc: avec des notes et les pièces, Volume 4, datato 1167, Ermengarda ed Aimerico sono entrambi citati (Ermengarde vicecomitissa Narbonæ et Aymerico eius nepote).
Nel 1177 Ermengarda mise insieme una coalizione formata da Gui Guerrejat (l'amante di Azalaïs de Porcairagues), Bernardo Ato V di Nîmes e Agde (nipote di Gui), Guglielmo VIII di Montpellier e Gui Burgundion, onde opporsi a Raimondo VI di Tolosa, il cui potere improvvisamente s'era accresciuto allorché, rimasto vedovo di Ermessenda di Pelet, era diventato governatore di Melgueil.

Ancora secondo la Gran enciclopèdia catalana, Ermengarda prese parte a diverse spedizioni militari acquisendo un notevole prestigio, portandola ad essere scelta come arbitro in varie dispute.

### Attività culturale
L'associazione di Narbona con la poesia trobadorica sembra risalire ai primi tempi di questo innovativo movimento, in quanto è una delle sole corti esplicitamente menzionate, unitamente a Poitiers e a Ventadour, da Guglielmo IX di Poitiers (1086-1127), il primo trovatore di cui si sono conservate le canzoni.
All'epoca in cui Ermengarda governava Narbona, la poesia lirica del fin'amor era al suo apogeo in Occitania. Le numerose allusioni positive a Narbona contenute nelle opere dei trovatori contemporanei sembrano attestare il ruolo di mecenate della viscontessa che la storiografia tradizionale sovente le attribuisce.

Il trovatore, il cui nome viene più spesso associato alla corte della viscontessa di Narbona, è Peire Rogier il quale, secondo la sua vida redatta verso la fine del XIII secolo, dopo avere abbandonato il suo stato di canonico a Clairmont si fece menestrello, pervenendo così a Narbona... 
(Peire Rogier, Vida anonima)

È ad Ermengarda che la trobairitz Azalaïs de Porcairagues si rivolge nella tornada della sua canso: 
(Azalaïs de Porcairagues, Ar em al freg temps vengut)
Bernard de Ventadour dedica un'altra canso alla sua 
(Bernard de Ventadour, canso 34, La dousa votz ai auzida, VIII, 58-60)

Secondo Linda Paterson, Raimon de Miraval sembra evocare la reputata generosità verso i trovatori, allorché manda un sirventès "valente", tramite il suo giullare, dove dice: 
(Raimon de Miraval, sirventès XXIX, A Dieu me coman, Bajona, I, 5-8)
Secondo la sua vida, il trovatore perigordino Salh d'Escola soggiorna presso « N'Ainermada de Nerbona ». Alla morte della sua protettrice lui "abbandona l'arte « trobadorica » e il canto" per ritirarsi nella sua città natale di Bergerac. I curatori della vida, Jean Boutière e Alexander Schutz, propongono d'identificare la dama in questione con Ermengarda, il cui nome potrebbe essere stato corrotto durante la copia del manoscritto.
Nella sua canzone La flors del verjan, il trovatore Giraut de Bornelh propone di consultare « Midons de Narbona » (traducibile sia come « mia signora » che « mio signore » di Narbona) a proposito di una questione di casisitca amorosa.
La viscontessa sarebbe stata relazionata anche con un altro dei trovatori, in particolare Peire d'Alvergne.
Probabilmente verso il 1190, un chierico francese di nome Andrea Cappellano (in latino, Andreas Capellanus) scrisse un "trattato sull'amor cortese" (in latino, De Arte honeste amandi o De Amore), che ebbe un'importante diffusione nel corso del medioevo. Nella seconda parte del trattato, su « come conservare l'amore », l'autore presenta 21 « giudizi d'amore » i quali sarebbero stati pronunciati dalle dame più grandi del regno di Francia; sette di questi giudizi sono attribuiti a Maria di Francia, contessa di Champagne, tre a sua madre, Eleonora d'Aquitania, altri tre a sua cognata, la regina di Francia Adèle di Champagne, due a sua cugina, Elisabetta di Vermandois, contessa di Fiandra, uno all'"assemblea delle dame di Guascogna" e cinque a Ermengarda di Narbona (giudizi 8, 9, 10, 11 e 15), l'unica dama designata dall'autore non imparentata con le altre. Nonostante il carattere probabilmente fantasioso di questi giudizi, essi attestano la fama di cui godeva Ermengarda nel campo dell'amor cortese, anche nella cultura e nelle regioni di lingua d'oïl.
Si pensa inoltre che Ermengarda avesse accolto nella sua corte Rognvald II di Orkney, un principe, poeta e musicista vichingo, durante il viaggio in terra Terra santa, il quale compose per lei una poesia scaldica.

### Relazioni con la Chiesa
Dopo il 1121 è arcivescovo di Narbona Arnaud de Lévézou, un vecchio amico del conte di Tolosa Alfonso Giordano. Alla sua morte, avvenuta nel 1149, per consolidare il suo dominio sulla viscontea, Ermengarda decide di far nominare arcivescovo suo cognato Pietro II, in modo che i poteri ecclesiastici e laici possano essere uniti nel Narbonense.

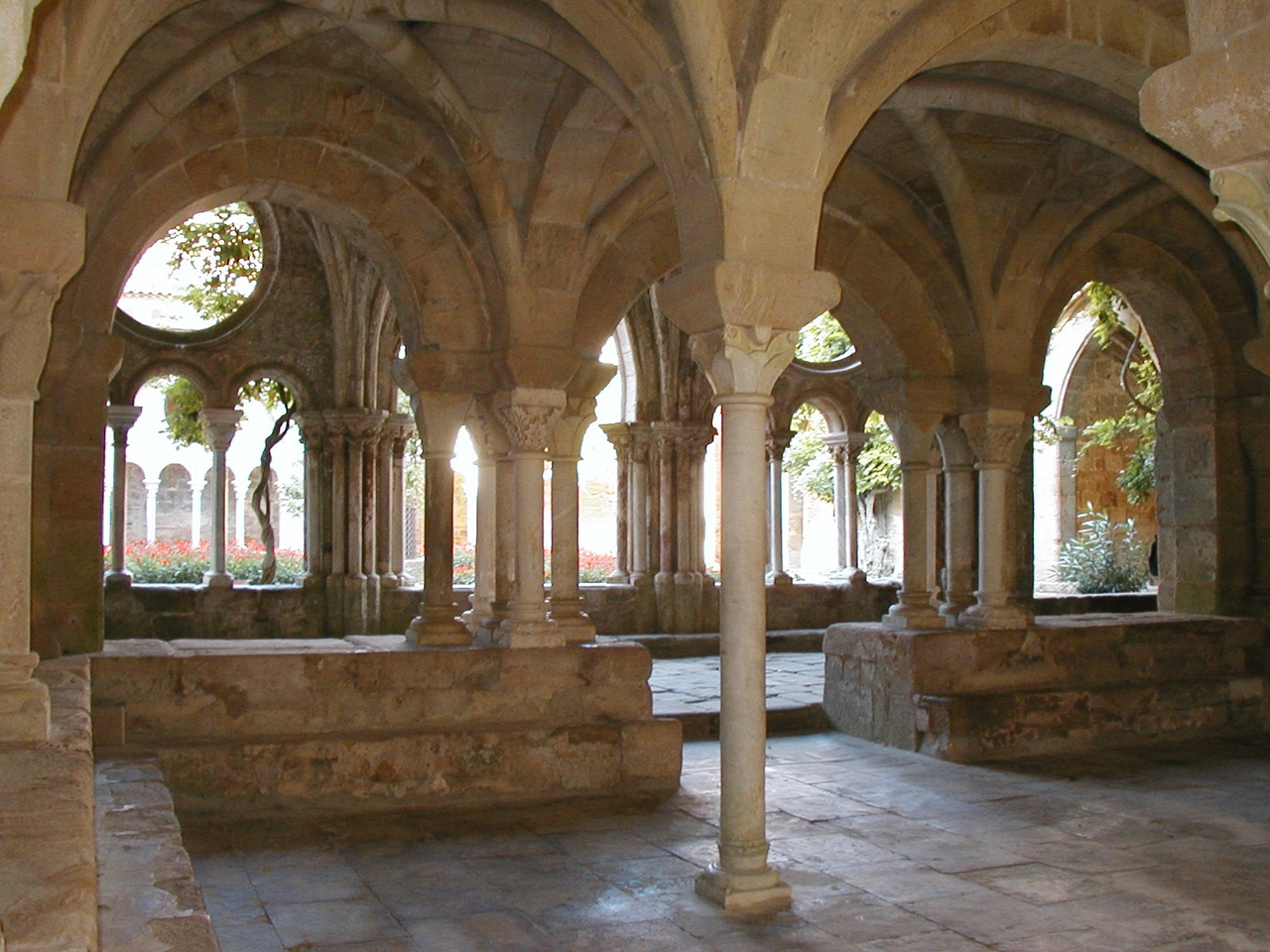
Il chiostro di Fontfroide, visto dalla sala capitolare, XII-XIII secolo

Nel 1157, la viscontessa Ermengarda dona all'abbazia cistercense di Fontfroide un vasto possedimento di terre. Questa donazione segna l'inizio della potenza territoriale e religiosa del monastero che rapidamente attirerà altre donazioni, affermandosi come santuario della famiglia vicecomitale di Narbona.

### Ultimi anni
Non avendo avuto figli, dopo due infelici matrimoni, Ermengarda designò come erede Pedro Manrique de Lara, il figlio secondogenito della sorellastra Ermessinda († 1177) e del primo signore di Molina de Aragón, Manrique Pérez de Lara (ucciso in battaglia a Garcianarro il 9 luglio del 1164), unico figlio ancora vivente della coppia secondo il Nobiliario del Conde de Barcelos Don Pedro.
Nel 1192 Ermengarda, secondo la Gran enciclopèdia catalana, abdicò in favore di Pedro, ritirandosi a Perpignano, dove morirà cinque anni più tardi. Preuves de l'Histoire, doc. XVII

La successione viene confermata dal documento n XVII della Histoire générale de Languedoc avec notes et pièces justificatives, Volume 5 in cui Pedro viene citato come visconte di Narbona (Petrus comes, vicecomes Narbonæ).

La data di morte di Ermengarda è dubbia in quanto, la Histoire générale de Languedoc avec notes et pièces justificatives, Volume 5, oltre a riportare la morte nel 1197, la riporta nel 1196.

Ermengarda, ancora secondo la Gran enciclopèdia catalana, fu sepolta nell'Abbazia di Sainte-Marie de Fontfroide, da lei fondata.

### Fonti primarie
- (LA)  Histoire Générale de Languedoc, Tome IV, Notess.
- (LA)  Histoire Générale de Languedoc, Tome V, Notess.
- (LA)  Histoire générale de Languedoc avec notes et pièces justificatives, Volume 5.
- (LA)  Rerum Gallicarum et Francicarum Scriptores, tomus XII.
- (LA)  Monumenta Germaniae Historica, Scriptores, Tomus IX.

### Letteratura storiografica
- Rafael Altamira, La Spagna (1031-1248), in Storia del mondo medievale, vol. V, 1999, pp. 865–896
- (EN) Fredric L. Cheyette, Ermengard of Narbonne and the World of the Troubadours, Ithaca, Cornell University Press, 2001, ISBN 978-0-8014-3952-0.
- (EN) Jacqueline Caille, Medieval Narbonne: A City at the Heart of the Troubadour World, Aldershot, Ashgate, 2005, ISBN 978-0-86078-914-7.
- (ES)  Nobiliario del Conde de Barcelos Don Pedro.
- (EN)  The Chronicle of Alfonso the Emperor: A Translation of the Chronica Adefonsi imperatoris.
- (CA)  Crónica de San Juan de la Peña.